# リー微分
数学においてリー微分（リーびぶん、英: Lie derivative）は、多様体 M 上のテンソル場全体の成す多元環上に定義される微分（導分とも）の一種である。ソフス・リーにちなんで名づけられた。M 上のリー微分全体の成すベクトル空間は次で定義されるリー括弧積
{\displaystyle [{\mathcal {L}}_{A},{\mathcal {L}}_{B}]={\mathcal {L}}_{A}{\mathcal {L}}_{B}-{\mathcal {L}}_{B}{\mathcal {L}}_{A}}
について無限次元のリー環を成す。リー微分は M 上の流れ（flow; フロー、active な微分同相写像）の無限小生成作用素としてベクトル場によって表される。もう少し別な言い方をすれば、リー群論の方法の直接の類似物ではあるが、M 上の微分同相写像全体の成す群は付随するリー環構造（もちろんそれはリー微分全体のなすリー環のことだが）を持つということができる。

## 定義
微分はいくつかの等価な方法で定義することができる。簡単のため、本節ではまずスカラー関数とベクトル場に作用するリー微分から定義する。リー微分は後述するように一般のテンソル空間への作用として定義されるものである。

### 関数のリー微分
まず初めに、関数の微分法の言葉でリー微分を定義する。多様体 M 上で与えられた可微分関数 f: M → R および M 上のベクトル場 X に対して、点 p ∈ M における f のリー微分を
{\displaystyle {\mathcal {L}}_{X}f(p)=X_{p}(f)=\nabla _{X}f(p)}
によって定義する。これは通常の意味での微分の言葉で言えば、関数 f のベクトル場 X に沿った微分を改めて X の定めるリー微分と呼んでいるということにすぎない。もうすこし装飾的な言葉を使えば、多様体 Mの接束と余接束の間の自然な双対性内積として
{\displaystyle {\mathcal {L}}_{X}f(p)=df(p)[X(p)]=\langle df,X\rangle (p)}
と言い直すことができる。ここに df: M → T*M は f の全微分、すなわち
{\displaystyle df={\frac {\partial f}{\partial x^{a}}}dx^{a}.}
で与えられる1次微分形式（右辺は a に関する和であるがアインシュタインの縮約記法を用いた）であり、dxa は余接束 T*M の基底ベクトルである。したがって df(p)[X(p)] は M 上の点 p における f の微分 df とベクトル場 X との自然な双対性を表す内積であると理解できる。実際、X をxa 座標系 において
{\displaystyle X=X^{a}{\frac {\partial }{\partial x^{a}}}}
と表せば、
{\displaystyle {\mathcal {L}}_{X}f(p)=df(p)[X(p)]=X^{a}{\frac {\partial f}{\partial x^{a}}}(p)}
を得る。これは初めに示した関数のリー微分の定義と一致している。
別のやり方として、M 上の滑らかなベクトル場 X が M 上の曲線族を定義することを示すことから出発することもできる。すなわち、M 上の任意の点 p に対して、M 上の 曲線 γ(t) が存在して、p = γ(0),
{\displaystyle {\frac {d\gamma }{dt}}(t)=X(\gamma (t))}
が成立する。この 1 階常微分方程式の解の存在は、ピカール・リンデレフの定理によって保証されている（もっと一般に微分幾何におけるフロベニウスの定理によって与えられる）。これに対してリー微分を
{\displaystyle {\mathcal {L}}_{X}f(p)={\frac {d}{dt}}f(\gamma (t))\vert _{t=0}}.
と定義するのである。

### ベクトル場のリー微分
関数のリー微分をいくつかの方法で以って定義したが、いずれにせよ関数のリー微分は多変数微積分学におけるベクトル場に沿った微分という通常の概念に倣ったものである。2つのベクトル場 X と Y のリー括弧積 [X,Y] を定義することでベクトル場に対するリー微分も定義することができる。リー括弧積の定義の仕方はいくつか方法があるがいずれも等価であり、リー括弧積をどう定義するにせよ、ベクトル場 Y の X に関するリー微分は、リー括弧積 [X,Y] に等しいものとして
{\displaystyle {\mathcal {L}}_{X}Y=[X,Y]}
と定義するのである。
リー括弧積の定義をいくつか挙げれば、まずひとつに、ベクトル場 X と Y の局所座標表示を用いたものがある。xa を M 上の座標とするとき、接束の基底ベクトルは通常、∂/∂xa と記される。ゆえに M 上のベクトル場はこの基底に関する座標を与えて
{\displaystyle X=X^{a}{\frac {\partial }{\partial x^{a}}}}
のように表示される。そして、二つのベクトル場の組 X, Y に対して、そのリー括弧積 {\displaystyle [X,Y]} は
{\displaystyle [X,Y]:=(X(Y^{a})-Y(X^{a})){\frac {\partial }{\partial x^{a}}}=\left(X^{b}{\frac {\partial Y^{a}}{\partial x^{b}}}-Y^{b}{\frac {\partial X^{a}}{\partial x^{b}}}\right){\frac {\partial }{\partial x^{a}}}}
によって与えられるベクトル場と定義するものである。
次の定義は座標に因らないという意味で内在的なものである。ベクトル場を関数に対する 1 階の微分作用素と同一視することにより、二つのベクトル場のリー括弧積は以下のように定義できる。二つのベクトル場 X, Y に対して
{\displaystyle [X,Y](f)=X(Y(f))-Y(X(f)).}
によって定義される X と Y のリー括弧積 [X, Y] は再びベクトル場となる。これが前の定義と等価であることは、X と Y の局所座標表示を与えれば直ちに確かめられる。
他の等価な定義には以下のようなものがある。
{\displaystyle ({\mathcal {L}}_{X}Y)_{x}:=\lim _{t\to 0}(\mathrm {T} (\mathrm {Fl} _{-t}^{X})Y_{\mathrm {Fl} _{t}^{X}(x)}-Y_{x})/t=\left.{\frac {d}{dt}}\right|_{t=0}\mathrm {T} (\mathrm {Fl} _{-t}^{X})Y_{\mathrm {Fl} _{t}^{X}(x)}}

{\displaystyle {\mathcal {L}}_{X}Y:=\left.{\frac {d^{2}}{2dt^{2}}}\right|_{t=0}\mathrm {Fl} _{-t}^{Y}\circ \mathrm {Fl} _{-t}^{X}\circ \mathrm {Fl} _{t}^{Y}\circ \mathrm {Fl} _{t}^{X}=\left.{\frac {d}{dt}}\right|_{t=0}\mathrm {Fl} _{-{\sqrt {t}}}^{Y}\circ \mathrm {Fl} _{-{\sqrt {t}}}^{X}\circ \mathrm {Fl} _{\sqrt {t}}^{Y}\circ \mathrm {Fl} _{\sqrt {t}}^{X}}

## 微分形式のリー微分
リー微分は、微分形式に対しても定義することができる。この文脈でのリー微分は外微分と近い関係にあり、リー微分と外微分はともに異なる方法で一つの同じ微分概念を捉える試みであると考えられる。この違いは反微分 (antiderivation) あるいは同じことだが内部積 (interior product) の概念を導入することで埋めることができ、いくつかの恒等式の組としてこれらの関係を抽出することができる。
M を多様体、X を M 上のベクトル場とする。ω ∈ ∧k+1(M) を M 上の k + 1 次微分形式とする。ω に対し、X による内部積 iXω は
{\displaystyle (i_{X}\omega )(X_{1},\ldots ,X_{k})=(k+1)\omega (X,X_{1},\ldots ,X_{k})}
によって定義される。このとき、iX は
{\displaystyle i_{X}\colon \bigwedge \nolimits ^{k+1}(M)\to \bigwedge \nolimits ^{k}(M)}
なる、∧-反微分になる。つまり iX は線型かつウェッジ積 ∧ に対して 
{\displaystyle i_{X}(\omega \wedge \eta )=(i_{X}\omega )\wedge \eta +(-1)^{k}\omega \wedge (i_{X}\eta )}
を満たす。ここで、ω ∈ ∧k(M) および微分形式 η は任意。もちろん、M 上の任意の実または複素数値の関数を 0 次微分形式 f ∈ ∧0(M) と見なして
{\displaystyle i_{fX}\omega =fi_{X}\omega }
が従う。外微分とリー微分の関係は以下のようにまとめられる。まず通常の関数 f に対しては、そのリー微分はベクトル場 X に関する外微分の縮約
{\displaystyle {\mathcal {L}}_{X}f=i_{X}df}
である。一般の微分形式 ω に対しても、同様にそのリー微分は X の変分を考慮にいれた縮約
{\displaystyle {\mathcal {L}}_{X}\omega =i_{X}d\omega +d(i_{X}\omega )}.
である。また、積の微分法則は
{\displaystyle {\mathcal {L}}_{fX}\omega =f{\mathcal {L}}_{X}\omega +df\wedge i_{X}\omega }
によって与えられる。

## 性質
リー微分が持つ性質は多い。K を実数または複素数全体の成す体とし、K(M) を多様体 M 上の K-値関数全体の成す多元環とするとリー微分
{\displaystyle {\mathcal {L}}_{X}\colon K(M)\to K(M)}
は関数環 K(M) 上の導分（微分作用素）、つまり積の微分法則
{\displaystyle {\mathcal {L}}_{X}(fg)=({\mathcal {L}}_{X}f)g+f{\mathcal {L}}_{X}g}.
を満たす K-線型写像である。また同様に X(M) を M 上のベクトル場全体の成す集合とすれば、リー微分は
{\displaystyle {\mathcal {L}}_{X}(fY)=({\mathcal {L}}_{X}f)Y+f{\mathcal {L}}_{X}Y}
を満たすから、K(M) × X(M) 上の微分とも見なせる。同じことだがこれを
{\displaystyle {\mathcal {L}}_{X}(f\otimes Y)=({\mathcal {L}}_{X}f)\otimes Y+f\otimes {\mathcal {L}}_{X}Y}
と記すこともある。ここでテンソル積の記号 {\displaystyle \otimes } は関数とベクトル場の積が多様体全体に渡って取られていることを強調するために用いられるのである。
加えてリー微分はリー括弧積の対応する性質も持っている。例えば、ベクトル場のリー括弧積の微分
{\displaystyle {\mathcal {L}}_{X}[Y,Z]=[{\mathcal {L}}_{X}Y,Z]+[Y,{\mathcal {L}}_{X}Z]}
を考えると、これはヤコビの恒等式に他ならない。ゆえに重要な結果として、M 上のベクトル場全体がつくるベクトル空間は、リー括弧積を与えることにより、リー環を成すのである。
微分形式に作用するリー微分も重要な性質を持っている。α, β を M 上の微分形式とし、X, Y を M 上のベクトル場とすると、
- {\displaystyle {\mathcal {L}}_{X}(\alpha \wedge \beta )=({\mathcal {L}}_{X}\alpha )\wedge \beta +\alpha \wedge ({\mathcal {L}}_{X}\beta )}
- {\displaystyle [{\mathcal {L}}_{X},{\mathcal {L}}_{Y}]\alpha :={\mathcal {L}}_{X}{\mathcal {L}}_{Y}\alpha -{\mathcal {L}}_{Y}{\mathcal {L}}_{X}\alpha ={\mathcal {L}}_{[X,Y]}\alpha }
- {\displaystyle [{\mathcal {L}}_{X},i_{Y}]\alpha =[i_{X},{\mathcal {L}}_{Y}]\alpha =i_{[X,Y]}\alpha }

が成り立つ。ここで、i はベクトル場と微分形式との内部積である。

## テンソル場のリー微分
もっと一般に、多様体 M 上の (p, q)-階可微分テンソル場 T と可微分ベクトル場（つまり接束 TM の可微分切断）Y が与えられたとき、テンソル場 T のベクトル場 Y に沿った微分が定義される。
φ: M × R → M をベクトル場 Y のベクトルフローが誘導する M 上の局所微分同相全体のなす 1-径数部分半群とし、φt(p) := φ(p, t) と記す。つまり十分小さな t に対する φt はいずれも M のある近傍から別のある近傍への微分同相になっており、またとくに φ0 は恒等写像（これは微分同相写像のひとつ）である。このとき、テンソル場 T のリー微分は、各点 p において
{\displaystyle ({\mathcal {L}}_{Y}T)_{p}=\left.{\frac {d}{dt}}\right|_{t=0}\left((\phi _{t})_{*}T_{\phi _{-t}(p)}\right)}.
と置くことによって定義される。ここで (φt)* は微分同相 φt に沿った押し出し (pushforward) である。別な言葉で言えば、テンソル場 T とベクトル場 Y によって与えられる微分同相の無限小生成作用素が与えられたとき、テンソル場 T のベクトル場 Y に沿うリー微分というのは、Y が与える無限小微分同相下における T の無限小変化のことに他ならない。
これは解析的な定義であるが代数的な定義を与えることもできる。テンソル場のリー微分の代数的な定義は以下の 4 つの公理に従って与えられる：
公理 1. 関数のリー微分は関数の方向微分である。つまり f が M 上の実数値関数ならば次が成り立つ；
{\displaystyle {\mathcal {L}}_{Y}f=Y(f)=\nabla _{Y}f.}
公理 2. ベクトル場のリー微分はリー括弧積である。つまり X がベクトル場ならば次が成り立つ；
{\displaystyle {\mathcal {L}}_{Y}X=[Y,X].}
公理 3. 微分形式のリー微分は内部積と外微分との反交換子である。つまり α が微分形式ならば次が成り立つ；
{\displaystyle {\mathcal {L}}_{Y}\alpha =i_{Y}d\alpha +di_{Y}\alpha .}
公理 4. リー微分はライプニッツ則に従う。つまり S, T がテンソル場ならば次が成り立つ；
{\displaystyle {\mathcal {L}}_{Y}(S\otimes T)=({\mathcal {L}}_{Y}S)\otimes T+S\otimes ({\mathcal {L}}_{Y}T).}
ここから明示的な形でテンソル場のリー微分の定義を述べるならば、(p, q) 型のテンソル場 T を余接束 T*M の滑らかな切断 α1, α2, ..., αq および接束 TM の滑らかな切断 X1, X2, ..., Xp たちを変数とする実数値の可微分重線型写像 T(α1, α2, ..., X1, X2, ...) と見なして、次の式
{\displaystyle ({\mathcal {L}}_{Y}T)(\alpha ^{1},\alpha ^{2},\ldots ,X_{1},X_{2},\ldots )=Y(T(\alpha ^{1},\alpha ^{2},\ldots ,X_{1},X_{2},\ldots ))}
{\displaystyle {}-T({\mathcal {L}}_{Y}\alpha ^{1},\alpha ^{2},\ldots ,X_{1},X_{1},\ldots )-T(\alpha ^{1},{\mathcal {L}}_{Y}\alpha ^{2},\ldots ,X_{1},X_{1},\ldots )-\cdots }

{\displaystyle {}-T(\alpha ^{1},\alpha ^{2},\ldots ,{\mathcal {L}}_{Y}X_{1},X_{2},\ldots )-T(\alpha ^{1},\alpha ^{2},\ldots ,X_{1},{\mathcal {L}}_{Y}X_{2},\ldots )-\cdots }
によって T の Y に沿うリー微分を定義するということになる。
さて、ここで述べた解析的および代数的な二つの定義は互いに等価である。このことは、押し出しと微分法に対するライプニッツ則の性質を用いることで証明することができる。

## 座標表示
xa を座標系とする。(r, s)-型のテンソル場 {\displaystyle T} に対して、{\displaystyle X} に沿ったリー微分は
{\displaystyle {\begin{aligned}({\mathcal {L}}_{X}T)^{a_{1}\ldots a_{r}}{}_{b_{1}\ldots b_{s}}=&X^{c}(\nabla _{c}T^{a_{1}\ldots a_{r}}{}_{b_{1}\ldots b_{s}})\\&-(\nabla _{c}X^{a_{1}})T^{c\ldots a_{r}}{}_{b_{1}\ldots b_{s}}-\ldots -(\nabla _{c}X^{a_{r}})T^{a_{1}\ldots c}{}_{b_{1}\ldots b_{s}}\\&+(\nabla _{b_{1}}X^{c})T^{a_{1}\ldots a_{r}}{}_{c\ldots b_{s}}+\ldots +(\nabla _{b_{s}}X^{c})T^{a_{1}\ldots a_{r}}{}_{b_{1}\ldots c}\end{aligned}}}
ここで、∇ は x 座標での勾配であり、{\displaystyle \nabla _{a}=\partial /\partial x^{a}} である。代わりに捩率ゼロの接続を用いれば、∇ は共変微分でもある。捩率ゼロの接続に対しては、両定義は同値である。

## 一般化
リー微分のさまざまな一般化は微分幾何学において重要な役割を果たす。

### ナイエンハイス-リー微分
本項ではベクトル場に沿う微分形式の微分として通常のリー微分を定義した。その一般化の一つとして、ナイエンハイス (Albert Nijenhuis) によるものだが、反変テンソル場に沿った微分形式のリー微分を許すというものがある。もう少し詳しく言えば、反変テンソル場 K と p-次微分形式 α に対して、これらの内部積 iKα が定義できることを用い、ナイエンハイス-リー微分は内部積と外微分の反交換子
{\displaystyle {\mathcal {L}}_{K}\alpha =di_{K}\alpha +i_{K}d\alpha }
として定義される。ナイエンハイス-リー微分は、「通常の意味ではもはや微分ではない」という注意すべき例外事項のあることを除いて、通常のリー微分におけるそれと同様のさまざまな代数的性質を満足する。